# Berthold Wells Key
Berthold Wells Key, britanski general, * 19. december 1895, † 26. september 1986, Sandwich, Kent, Anglija.